# Creswell Crags
Creswell Crags is een Britse kalksteenkloof op de grens van Derbyshire en Nottinghamshire. Het gebied is een belangrijke archeologische vindplaats.
In april 2003 is in Nottinghamshire een laatpaleolithische rotstekening aan het licht gebracht, in de site van Creswell Crags. Het gaat om een soort wilde geit met opstaande hoorns.
Naast de paardekop in de grot van Robin Hood en de antropomorfe sculptuur in de grot van Pin Hole behoort Creswell Crags tot de enige tot nu bekende Britse paleolithische vindplaatsen met figuratieve rotstekeningen.